# Cromosoma 20

Cromátida del cromosoma 20.

El cromosoma 20 es uno de los 23 pares de cromosomas del cariotipo humano. La población posee, en condiciones normales, dos copias de este cromosoma, uno heredado de la madre y uno del padre durante la reproducción sexual.  La identificación de genes en cada uno de los cromosomas es obtenida por medio de diferentes métodos, lo que da lugar a pequeñas variaciones en el número de genes estimados en cada cromosoma, según el método utilizado. Se estima que el cromosoma 20 posee alrededor de 63 millones de pares de bases, que representan entre el 2% y el 2,5% del ADN total de la célula.

## Genes

### Número de genes
| Base de datos | Genes codificantes de proteínas | ADN no codificante | Pseudogenes | Fecha      | Ref.               |
| ------------- | ------------------------------- | ------------------ | ----------- | ---------- | ------------------ |
| CCDS          | 519                             | --                 | --          | 26/10/2022 | [ 2 ]              |
| HGNC          | 522                             | 242                | 324         | 11/04/2025 | [ 5 ]              |
| Ensembl       | 546                             | 690                | 264         | 13/05/2024 | [ 6 ]              |
| UniProt       | 547                             | --                 | --          | 05/02/2025 | [ 7 ]              |
| NCBI          | 537                             | 500                | 356         | 23/08/2024 | [ 8 ] [ 9 ] [ 10 ] |

Algunos de estos genes son:
- EDN3: endotelina 3
- JAG1: jagged 1 (síndrome de Alagille)
- PANK2: pantotenato quinasa 2 (síndrome de Hallervorden-Spatz)
- PRNP: proteína priónica (p27-30) (enfermedad de Creutzfeld-Jakob, síndrome de Gerstmann-Strausler-Scheinker, insomnio fatal familiar)
- tTG: transglutaminasa tisular (enfermedad del celíaco)

### Brazo largo (q)
- GHRH: Hormona liberadora de hormona del crecimiento (20q11.23)

## Enfermedades relacionadas
Las siguientes enfermedades son algunas de las relacionadas con genes en el cromosoma 20:
- Síndrome de Alagille
- Celiaquía
- Neurodegeneración asociada a pantotenato quinasa
- Enfermedad de Creutzfeldt-Jakob
- Síndrome de Waardenburg
- Osteodistrofia hereditaria de Albright
- Inmunodeficiencia combinada grave por déficit de adenosina desaminasa
- Insomnio familiar fatal